# Vampire's Seduction
Pour plus de détails, voir Fiche technique et Distribution.
Vampire's Seduction est un film américain réalisé par John Bacchus sorti en 1998.

Le film a été tourné à Jersey City dans le New Jersey.

## Synopsis
La fille de Dracula, Dracoola, est condamnée à une vie d'errance nocturne.
Avec le corps voluptueux et la bouche pulpeuse qu'elle possède, elle pourrait dévorer un homme et se livrer aux plaisirs les plus coupables. Pourtant, elle n'aspire qu'à rencontrer les lesbiennes les plus torrides.

## Fiche technique
- Titre : Vampire's Seduction
- Réalisateur : John Bacchus
- Scénario : John Bacchus
- Société : Brain Escape Pictures
- Langue : Anglais
- Format : Couleurs
- Durée : 55 minutes
- Pays de production :  États-Unis
- Date de sortie : 
  - États-Unis :13 mars 1998

## Distribution
- Tina Krause : Dracoola
- Paige Turner : Dr Lesbienne
- Kiki Michaels : la femme d'affaires sexy
- Dawn Monacco : une patiente
- Debbie Rochon : Marie
- Misty Mundae : Madame Seltzer
- Janie : Patty
- Jenna : Gidget
- Hans Rasmussen : Frankenstein
- Michael Devin : le vendeur de pizza
- John Paul Fedele : Wally
- John Bacchus